# Cave Kids
Cave Kids è una serie televisiva animata del 1996, prodotta da Hanna-Barbera.
Originata come spin-off de Gli antenati, la serie vede protagonista la figlia dei Flintstone e il figlio dei Rubble, rispettivamente Ciottolina e Bam Bam, con il dinosauro Dino come babysitter. 
La serie è stata trasmessa negli Stati Uniti su Cartoon Network dal 21 settembre al 9 novembre 1996. In Italia è stata trasmessa su Cartoon Network dal 12 ottobre 1998.
Fu l'ultima serie televisiva de I Flintstones ad essere prodotta dalla Hanna-Barbera dove poi chiuse i battenti cinque anni dopo nel 2001.

## Personaggi e doppiatori
- Ciottolina Flintstone (in originale: Peebles), voce originale di Aria Noelle Curzon, voce italiana di Gemma Donati.
- Bam Bam Rubble (in originale: Bamm-Bamm), voce originale di Christine Cavanaugh, voce italiana di Alessia Amendola.
- Dino, voce originale di Frank Welker.

## Episodi
| nº | Titolo originale     | Titolo italiano | Prima TV USA      | Prima TV Italia |
| -- | -------------------- | --------------- | ----------------- | --------------- |
| 1  | Beanstalk Blues      |                 | 21 settembre 1996 | 12 ottobre 1998 |
| 2  | China Challenge      |                 | 28 settembre 1996 |                 |
| 3  | Soap Bubble Dreams   |                 | 5 ottobre 1996    |                 |
| 4  | Sand Castle Surprise |                 | 12 ottobre 1996   |                 |
| 5  | Kiss and Spell       |                 | 19 ottobre 1996   |                 |
| 6  | Of Mice and Moon     |                 | 26 ottobre 1996   |                 |
| 7  | Color Me Cave Kid    |                 | 2 novembre 1996   |                 |
| 8  | Cave Kid Christmas   |                 | 9 novembre 1996   |                 |